# مرجان‌های قارچی خورشیدی
مرجان‌های قارچی خورشیدی (نام علمی: Heliofungia) نام یک سرده از تیره مرجان‌های قارچی است.